# Jože Prešeren (duhovnik)
Jože Prešeren, duhovnik, publicist, kulturni delavec, * 4. februar 1909, Smolenja vas, † 13. marec 1992, Trst

## Življenje in delo
Jože Prešeren se je rodil v Smolenji vasi pri Novem mestu, oče je bil Franc, kmet, mati Frančiška (rojena Cimermančič), v številni družini kot tretji izmed enajstih otrok. Osnovno šolo je obiskoval v Šmihelu, maturiral je leta 1929 na gimnaziji v Novem mestu, nato se je vpisal na bogoslovje v Ljubljano, kjer je zakljušil študije in bil posvečen leta 1933. Leto kasneje je začel svojo prvo službo in sicer kot tajnik škofa Gregorija Rožmana v Ljubljani, leta 1941 je po lastni želji šel študirat v Rim na Gregorijano, kjer je leta 1944 s pohvalo doktoriral iz cerkvenega prava. Jeseni leta 1945 se je preselil v Trst, kjer ga je sprejel škof Antonio Santin in je postal kaplan za Slovence v župniji v centru mesta pri Novem sv. Antonu, kmalu potem ko so tam obnovili slovensko bogoslužje (po zaslugi tedanje Anglo-Ameriške uprave mesta Trst). Od šolskega leta 1945/46 do šolskega leta 1973/74 je poučeval filozofijo na Višji realni gimnaziji, nato je poučeval verouk na različnih slovenskih šolah v Trstu (pri Sv. Jakobu, pri Sv. Ivanu, na strokovni višji šoli Jožef Štefan in še kje).
V Trstu je po drugi svetovni vojni s katehetom dr. Ivanom Vrečarjem in duhovnikom Jožetom Jamnikom začel zbirati na sestanke katoliške dijake in dijakinje, izobražence, učiteljice in otroke v sobici nad zakristijo cerkve Novega sv. Antona, kjer je bilo tudi do 18 sestankov na teden. Leta 1947 je v sodelovanju s slovenskimi učiteljicami in nekaterimi didaktičnimi ravnatelji organiziral prvo slovensko otroško kolonijo v Žabnicah, ki se je udeležilo 300 otrok, leto kasneje kolonijo v Naborjetu, nato spet v Žabnicah. Stalno je prirejal poletna letovanja za slovenske dijake in dijakinje, leta 1949 je ustanovil versko vzgojno mladinsko organizacijo Slovenska dijaška zveza, ki je delovala do leta 1959. Nato se je Prešeren navdušeno posvetil skavtizmu, ki ga je leta 1951 uvedel v zamejstvu duhovnik Lojze Zupančič. Prešeren je pri Novem sv. Antonu leta 1959 ustanovil 5. četo STS – Slovenskih tržaških skavtov in ji postal duhovni vodja. Istočasno je ustanovil še žensko organizacijo Slovenskih tržaških skavtinj (od leta 1976 sta povezani v Slovensko zamejsko skavtsko organizacijo, tudi s slovenskimi skavti z Goriškega). Kot prve skavtske voditeljice so bile učiteljice, ki so že sodelovale z njim, še posebno Vera Lozej in Ljuba Smotlak. Zato, da bi skavtizem bolje spoznal, poglobil in izpopolnil, je obiskal vodstva katoliških skavtov v ZR Nemčiji, Franciji in Veliki Britaniji. Leta 1963 je uredil in dal natisniti Skavtski priročnik, ki je bil prvi in edini priročnik o skavtih v slovenščini. Želel je primernejše prostore za mladinske dejavnosti, zato je s prostovoljnimi prispevki leta 1960 kupil enonadstropno hišo z vrtom v ul. Scorcola 26 v Trstu, kjer je uredil dvoranico in igrišče, tam je bil sedež slovenskih skavtinj in številnih dejavnosti skavtov.
Od leta 1956 je Jože Prešeren pomagal voditelju Marijine družbe Marije Milostljive v ul. Risorta vTrstu gospodu Ivanu Omersi, leta 1963 je tudi postal dejanski voditelj družbe (uradno pa leta 1967). Skrbel je za nedeljska srečanja, mesečne duhovne obnove, letne duhovne vaje, prireditve, izlete in romanja. Dal je podreti stari Marijin dom in zgradil je (blagoslovili so jo 26. oktobra 1969) sodobno štirinadstropno stavbo z dvorano, kapelo, prostori za sestanke Marijine družbe in skavtov, čitalnico, sobami za ostarele članice, skupno kuhinjo itd. V novem Marijinem domu je tudi prirejal nize teoloških predavanj uglednih slovenskih strokovnjakov.
Od šolskega leta 1963/64 do 1975/76 je Jože Prešeren urejeval mesečnik Pastirček in ga je spremenil v mladinski list večje oblike, sodobne opreme in bolj pisane vsebine z mnogimi rednimi sodelavci. Sam je opravljal vse tehnično delo in tudi kril stalno finančno izgubo. Zelo je poudarjal skavtizem tudi v mesečniku Pastirček, kar je pripomoglo k osnovanju slovenskega skavtskega gibanja tudi na Goriškem. Pisal je tudi za Jambor, Koledar Goriške Mohorjeve družbe, že leta 1945 je dal podubo za list Mlada setev. Na začetku je sodeloval tudi z Mladiko, pisal je za Katoliški glas in mnoge druge medije. Mnogo let je na Radiu Trst A vsako jutro prispeval duhovno misel. Večkrat je v tisku in javnih nastopih opozarjal na potrebo, da se dušno pastirstvo Slovencev v mestu Trst bolje uredi. Ob svoji zlati maši leta 1983 je izdal molitvenik Kažipot za skavte in skavtinje, ki ga je popravljenega tudi ponatisnil januarja leta 1984 (a brez nobene oznake, da gre za 2. izdajo). 